# Europese kampioenschappen indooratletiek 2025 – 60 meter mannen
De 60 meter voor mannen op de Europese indoorkampioenschappen van 2025 vond plaats op 8 maart 2025 en werd gehouden op de shorttrackbaan van Omnisport in Apeldoorn in Nederland. Het was de zesendertigste keer dat dit onderdeel op het programma stond.
De in Rotterdam geboren Brit Jeremiah Azu won de 60 meter in 6,49 voor de Zweedse Henrik Larsson in 6,52 en zijn landgenoot Andrew Robertson in 6,55(544) dat zesduizendste voor de Nederlander Elvis Afrifa eindigd. Wel is de tijd van Afrifa een nieuw Nederlandsrecord 6,55(550).

## Records
Voorafgaand aan het toernooi waren dit het Wereldrecord, Europees record, Kampioenschapsrecord en de Wereld-, Europese leiding.
| Wereldrecord         | Christian Coleman | 6,34 | Albuquerque | 18 februari 2018 |
| Europees record      | Marcell Jacobs    | 6,41 | Belgrado    | 19 maart 2022    |
| Kampioenschapsrecord | Dwain Chambers    | 6,42 | Turijn      | 7 maart 2009     |
| WL                   | JC Stevenson      | 6,50 | Lubbock     | 24 maart 2025    |
| EL                   | Henrik Larsson    | 6,54 | Düsseldorf  | 9 februari 2025  |
| EL                   | Abel Jordán       | 6,54 | Madrid      | 22 februari 2025 |

## Resultaten[2]

### Series
De eerste vier van elke serie kwalificeerden zich direct voor de halve finales. Van de overgebleven atleten kwalificeerden de vier tijdsnelsten zich ook voor de halve finales.

#### Serie 1
| Rang | Atleet              | Land                | Tijd      | Bijz.   |
| ---- | ------------------- | ------------------- | --------- | ------- |
| 1    | Andrew Robertson    | Verenigd Koninkrijk | 6,60      | Q, SB   |
| 2    | Taymir Burnet       | Nederland           | 6,62      | Q, = PB |
| 3    | Robin Ganter        | Duitsland           | 6,63(625) | Q       |
| 4    | Simon Hansen        | Denemarken          | 6,63(625) | Q, SB   |
| 5    | Oliwer Wdowik       | Polen               | 6,64      | q, SB   |
| 6    | Guillem Crespí      | Spanje              | 6,66      | q       |
| 7    | Santeri Örn         | Finland             | 6,75      |         |
| 8    | Francesco Sansovini | San Marino          | 6,83      |         |

#### Serie 2
| Rang | Atleet            | Land                | Tijd      | Bijz. |
| ---- | ----------------- | ------------------- | --------- | ----- |
| 1    | Henrik Larsson    | Zweden              | 6,59      | Q     |
| 2    | Carlos Nascimento | Portugal            | 6,61      | Q, PB |
| 3    | Elvis Afrifa      | Nederland           | 6,63(627) | Q     |
| 4    | John Otugade      | Verenigd Koninkrijk | 6,63(628) | Q     |
| 5    | Stephen Baffour   | Italië              | 6,65      | q, PB |
| 6    | Adas Dambrauskas  | Litouwen            | 6,69      | q     |
| 7    | Aleksa Kijanović  | Servië              | 6,74      |       |
| 8    | Sean Penalver     | Gibraltar           | 7,38      | PB    |

#### Serie 3
| Rang | Atleet                    | Land        | Tijd | Bijz. |
| ---- | ------------------------- | ----------- | ---- | ----- |
| 1    | Allan Lagui               | Frankrijk   | 6,59 | Q     |
| 2    | Kevin Kranz               | Duitsland   | 6,60 | Q     |
| 3    | Anej Čurin Prapotnik      | Slovenië    | 6,61 | Q, PB |
| 4    | William Reais             | Zwitserland | 6,66 | Q     |
| 5    | Eino Vuori                | Finland     | 6,70 |       |
| 6    | Ján Volko                 | Slowakije   | 6,72 |       |
| 7    | Nsikak Ekpo               | Nederland   | 6,78 |       |
| 8    | Vasileios Myrianthopoulos | Griekenland | 6,79 |       |

#### Serie 4
| Rang | Atleet                  | Land                | Tijd      | Bijz. |
| ---- | ----------------------- | ------------------- | --------- | ----- |
| 1    | Jeremiah Azu            | Verenigd Koninkrijk | 6,58(578) | Q     |
| 2    | Dominik Illovszky       | Hongarije           | 6,58(579) | Q, PB |
| 3    | Nikola Karamanolov      | Bulgarije           | 6,66      | Q     |
| 4    | Yannick Wolf            | Duitsland           | 6,67      | Q     |
| 5    | Jean-Christian Zirignon | Zweden              | 6,72      |       |
| 6    | Mustafa Kemal Ay        | Turkije             | 6,77(761) |       |
| 7    | Sotirios Garaganis      | Griekenland         | 6,77(766) |       |
| 8    | Beppe Grillo            | Malta               | 6,83      | PB    |

#### Serie 5
| Rang | Atleet                   | Land        | Tijd      | Bijz. |
| ---- | ------------------------ | ----------- | --------- | ----- |
| 1    | Karl Erik Nazarov        | Estland     | 6,61      | Q, SB |
| 2    | Toluwabori Akinola       | Ierland     | 6,66      | Q     |
| 3    | Abel Jordán              | Spanje      | 6,67(633) | Q     |
| 4    | Samuele Ceccarelli       | Italië      | 6,67(670) | Q     |
| 5    | Hristo Iliev             | Bulgarije   | 6,71      |       |
| 6    | Ertan Özkan              | Turkije     | 6,74(734) |       |
| 7    | Nikolaos Panagiotopoulos | Griekenland | 6,74(740) | PB    |
| 8    | Delvis Santos            | Portugal    | 6,77      |       |

### Halve finales
De eerste twee van elke halve finale kwalificeerden zich direct voor de finale. Van de overgebleven atleten kwalificeerden de twee tijdsnelsten zich ook voor de finale.

#### Halve finale 1
| Rang | Atleet               | Land                | Tijd      | Bijz.     |
| ---- | -------------------- | ------------------- | --------- | --------- |
| 1    | Jeremiah Azu         | Verenigd Koninkrijk | 6,52      | Q, EL, PB |
| 2    | Elvis Afrifa         | Nederland           | 6,57      | Q, SB     |
| 3    | Kevin Kranz          | Duitsland           | 6,58      | q         |
| 4    | Adas Dambrauskas     | Litouwen            | 6,62(614) | =NR       |
| 5    | Oliwer Wdowik        | Polen               | 6,62(618) | SB        |
| 6    | Anej Čurin Prapotnik | Slovenië            | 6,62(643) |           |
| 7    | Dominik Illovszky    | Hongarije           | 6,62(645) |           |
| 8    | William Reais        | Zwitserland         | 6,70      |           |

#### Halve finale 2
| Rang | Atleet             | Land                | Tijd | Bijz. |
| ---- | ------------------ | ------------------- | ---- | ----- |
| 1    | Andrew Robertson   | Verenigd Koninkrijk | 6,57 | Q, SB |
| 2    | Henrik Larsson     | Zweden              | 6,58 | Q     |
| 3    | Taymir Burnet      | Nederland           | 6,61 | q, PB |
| 4    | Toluwabori Akinola | Ierland             | 6,63 |       |
| 5    | Yannick Wolf       | Duitsland           | 6,64 |       |
| 6    | Simon Hansen       | Denemarken          | 6,66 |       |
| 7    | Stephen Baffour    | Italië              | 6,67 |       |
| 8    | Abel Jordán        | Spanje              | 6,68 |       |

#### Halve finale 3
| Rang | Atleet             | Land                | Tijd      | Bijz.  |
| ---- | ------------------ | ------------------- | --------- | ------ |
| 1    | Guillem Crespí     | Spanje              | 6,58      | Q, PB  |
| 2    | Carlos Nascimento  | Portugal            | 6,61      | Q, =PB |
| 3    | Robin Ganter       | Duitsland           | 6,65(647) |        |
| 3    | Karl Erik Nazarov  | Estland             | 6,65(647) |        |
| 5    | John Otugade       | Verenigd Koninkrijk | 6,67      |        |
| 6    | Samuele Ceccarelli | Italië              | 6,68      |        |
| 7    | Allan Lagui        | Frankrijk           | 6,72      |        |
| 8    | Nikola Karamanolov | Bulgarije           | 6,82      |        |

### Finale
| Rang   | Atleet            | Land                | Tijd      | Bijz.  |
| ------ | ----------------- | ------------------- | --------- | ------ |
| Goud   | Jeremiah Azu      | Verenigd Koninkrijk | 6,49      | EL, PB |
| Zilver | Henrik Larsson    | Zweden              | 6,52      | NR     |
| Brons  | Andrew Robertson  | Verenigd Koninkrijk | 6,55(544) | SB     |
| 4      | Elvis Afrifa      | Nederland           | 6,55(500) | NR     |
| 5      | Kevin Kranz       | Duitsland           | 6,57      | =SB    |
| 6      | Guillem Crespí    | Spanje              | 6,59      |        |
| 7      | Carlos Nascimento | Portugal            | 6,62      |        |
| 8      | Taymir Burnet     | Nederland           | 6,66      |        |